# Coralichlamys
Coralichlamys is een geslacht van tweekleppigen uit de  familie van de Pectinidae (mantelschelpen). 

## Soort
- Coralichlamys madreporarum (G. B. Sowerby II, 1842)